# Ekonomika Rakouska
Rakousko patří k velmi vyspělým zemím světa, v roce 2010 bylo v hodnocení podle HDP na obyvatele 10. nejbohatším státem světa a 3. nejbohatším státem v EU – v tomto ukazateli dosahuje hodnoty 39 500 USD na obyvatele (dle MMF (2010).
V roce 2001 bylo v Rakousku zaměstnáno 3 420 788 lidí na 396 288 pracovištích. Největší burza Rakouska je Vídeňská burza, jejíž největší index je ATX.

## Vývoj
Rakouská ekonomika značně utrpěla rozpadem rakousko-uherské monarchie. Po něm totiž zůstalo asi 70 % průmyslové výroby na území českých zemí. Válečné události tento stav ještě vystupňovaly. Až v 50.–60. letech 20. století přišlo zlepšení – zatímco Československo fatálně ekonomicky propadlo kvůli centrálně plánované ekonomice, Rakousko se především díky mezinárodnímu obchodu, cestovnímu ruchu a jiným službám pozvedlo.

## Současnost
Rakousko značně využívá svůj turistický potenciál – velká část země (70 %) leží v Alpách. Podle UNWTO navštívilo v roce 2015 Rakousko 26,7 milionu turistů (12. místo na světě), podle příjmů z cestovního ruchu bylo Rakousko patnácté na světě s 18,3 miliardy USD. Podle WTTC se cestovní ruch v Rakousku podílí 11,8 % na celkovém HDP státu a 12,7 % na zaměstnanosti. Rakousko tak tradičně patří mezi evropské státy s vyšším podílem cestovního ruchu na HDP. Nejvíce zahraničních příjezdů dosahují alpské spolkové země Tyrolsko a Salcbursko, pro zimní turistiku a sporty jsou významná střediska Innsbruck, Kitzbühel a Bischofshofen. Hojně navštěvována jsou i velká města jako Vídeň (památky tzv. Innere Stadt – např. gotická katedrála sv. Štěpána a Hofburg, dále zámek Schönbrunn, místa spojená s životem a tvorbou postav světové hudby, zábavní park Prater s atrakcí Riesenrad atd.), Salcburk (hudební tradice a architektonické památky – zámek Mirabell, renesanční salcburská katedrála, pevnost Hohensalzburg atd.), Štýrský Hradec (historická – Schlossberg i moderní architektura – Murinsel) či Linec (architektonické památky – především barokní). První tři jmenovaná města jsou uvedena na Seznamu světového dědictví UNESCO.
Je to také tranzitní země pro cesty na Balkán a do Itálie. Vídeňské mezinárodní letiště (VIA – Vienna International Airport) je jedním z největších evropských letišť. V roce 2008 odbavilo 19,7 milionu cestujících, o 7 milionů cestujících více než pražská Ruzyně.
Významné je i zemědělství, především v úrodné nížině Dolního Rakouska. Pěstuje se zde vinná réva, chovají prasata a dobytek. Průmyslu příliš v zemi není[zdroj⁠?!] a pokud ano, jedná se spíše o lehký[zdroj⁠?!].
Elektřina je získávána především z vodních elektráren. Rakušané mají obavy z jaderné energie, kterýžto názor se snaží prosadit i při jednání se svými sousedy, což bývá často předmětem roztržek.

## Významné rakouské firmy
- OMV
- ReWe Group Austria
- Porsche Holding
- Strabag
- Voestalpine
- Magna Steyr
- Österreichische Bundesbahnen
- Austria Tabak
- Telekom Austria
- Austrian Airlines
- Doppelmayr
- Red Bull GmbH
- Erste Bank
- Kapsch